# Wereldkampioenschap voetbal 2018 (Groep E) Zwitserland - Costa Rica
Dit artikel gaat over de wedstrijd in de groepsfase in groep E tussen Zwitserland en Costa Rica die gespeeld werd op woensdag 27 juni 2018 tijdens het wereldkampioenschap voetbal 2018. Het duel was de vierenveertigste wedstrijd van het toernooi.

## Voorafgaand aan de wedstrijd
- Zwitserland stond bij aanvang van het toernooi op de zesde plaats van de FIFA-wereldranglijst.[1]
- Costa Rica stond bij aanvang van het toernooi op de drieëntwintigste plaats van de FIFA-wereldranglijst.[2]
- Deze confrontatie tussen de nationale elftallen van Zwitserland en Costa Rica was de derde in de historie.[3]
- Het duel vond plaats in het Stadion Nizjni Novgorod in Nizjni Novgorod. Dit stadion werd in 2005 geopend en kan 44.899 toeschouwers herbergen.

## Wedstrijdgegevens[4]
| Datum                | 27 juni 2018                                                                                  | 27 juni 2018                                                                                  |
| Wedstrijdnummer      | 44                                                                                            | 44                                                                                            |
| Stadion              | Stadion Nizjni Novgorod, Nizjni Novgorod                                                      | Stadion Nizjni Novgorod, Nizjni Novgorod                                                      |
| Toeschouwers         | 43.319                                                                                        | 43.319                                                                                        |
| Scheidsrechter       | Clément Turpin                                                                                | Clément Turpin                                                                                |
| Assistenten          | Nicolas Danos Cyril Gringore                                                                  | Nicolas Danos Cyril Gringore                                                                  |
| Vierde official      | Norbert Hauata                                                                                | Norbert Hauata                                                                                |
| Videoscheidsrechters | Felix Zwayer Mark Borsch (assistent) Bastian Dankert (assistent) Szymon Marciniak (assistent) | Felix Zwayer Mark Borsch (assistent) Bastian Dankert (assistent) Szymon Marciniak (assistent) |
| Man van de wedstrijd | Blerim Džemaili                                                                               | Blerim Džemaili                                                                               |
|                      | Zwitserland                                                                                   | Costa Rica                                                                                    |
| Doelpunten           | 2                                                                                             | 2                                                                                             |
| Gele kaarten         | 3                                                                                             | 3                                                                                             |
| Rode kaarten         | 0                                                                                             | 0                                                                                             |
| Wissels              | 3                                                                                             | 3                                                                                             |
| Schoten op doel      | 3                                                                                             | 6                                                                                             |
| Schoten naast doel   | 6                                                                                             | 6                                                                                             |
| Overtredingen        | 9                                                                                             | 14                                                                                            |
| Hoekschoppen         | 6                                                                                             | 5                                                                                             |
| Buitenspel           | 1                                                                                             | 1                                                                                             |
| Balbezit (%)         | 62                                                                                            | 38                                                                                            |

| Zwitserland | 2 – 2           | Costa Rica |
| (Breel Embolo) Blerim Džemaili 31' (Denis Zakaria) Josip Drmić 88' | goals (assists) | 56' Kendall Waston (Joel Campbell) 90+3' (e.d.) Yann Sommer |
| Vladimir Petković | bondscoach      | Óscar Ramírez |
| Yann Sommer Stephan Lichtsteiner Fabian Schär Manuel Akanji Ricardo Rodríguez Valon Behrami 60' Blerim Džemaili Granit Xhaka Xherdan Shaqiri 81' Mario Gavranović 69' Breel Embolo | opstellingen    | Keylor Navas 90+1' Cristian Gamboa Johnny Acosta Giancarlo González Kendall Waston Bryan Oviedo Bryan Ruiz Celso Borges 90+3' David Guzmán 81' Daniel Colindres Joel Campbell |
| Denis Zakaria 60' Josip Drmić 69' Michael Lang 81' | wissels         | 81' Rodney Wallace 90+1' Ian Smith 90+3' Randall Azofeifa |
| Stephan Lichtsteiner 37' Denis Zakaria 75' Fabian Schär 83' | gele kaarten    | 11' Cristian Gamboa 29' Joel Campbell 89' Kendall Waston |
| | rode kaarten    | |